# Elodes takahashii
Elodes takahashii es una especie de coleóptero de la familia Scirtidae.

## Distribución geográfica
Habita en Japón.